# Il caso Goldman
Il caso Goldman (Le Procès Goldman) è un film del 2023 diretto da Cédric Kahn.

## Trama
Nel 1976 si tiene il secondo processo a Pierre Goldman, militante di estrema sinistra accusato di aver ucciso due persone durante una rapina finita male. La difesa, guidata da Georges Kiejman, fatica a collaborare col riottoso imputato, ma riesce comunque a individuare evidenti incongruenze nella versione ufficiale dei fatti.

## Distribuzione
Il film è stato presentato in anteprima il 17 maggio 2023 alla Quinzaine des Cinéastes del 76º Festival di Cannes. È stato distribuito nelle sale cinematografiche francesi da Ad Vitam a partire dal 27 settembre dello stesso anno.
È stato distribuito nelle sale cinematografiche italiane da Movies Inspired a partire dal 23 maggio 2024.

## Accoglienza

### Critica
Aldo Spiniello su Sentieri Selvaggi valuta il film 3,7 stelle su 5 e scrive che "Cèdric Kahn mostra ancora una volta la capacità di trovare una forma che sa adattarsi a pieno ai personaggi".

## Riconoscimenti
- 2024 – Premio César[5][6]
  - Migliore attore ad Arieh Worthalter
  - Candidatura per il miglior film
  - Candidatura per il miglior regista a Cédric Kahn
  - Candidatura per il migliore attore non protagonista ad Arthur Harari
  - Candidatura per la migliore sceneggiatura originale a Cédric Kahn e Nathalie Hertzberg
  - Candidatura per la migliore fotografia a Patrick Ghiringhelli
  - Candidatura per il miglior montaggio a Yann Dedet
  - Candidatura per il miglior sonoro a Erwann Kerzanet, Sylvain Malbrant e Olivier Guillaume
- 2024 – Premio Lumière[7][8]
  - Miglior attore ad Arieh Worthalter
  - Candidatura per il miglior film
  - Candidatura per il miglior regista a Cédric Kahn
  - Candidatura per la migliore sceneggiatura a Cédric Kahn e Nathalie Hertzberg
  - Candidatura per la migliore promessa maschile ad Arthur Harari
- 2024 – Premio Magritte[9]
  - Migliore attore ad Arieh Worthalter